# Fyle
Fyle, Oudgrieks: φυλή, phulè: stam, ras, volk, van φύεσθαι, phuesthai: afstammen, was de groep waartoe men behoorde als burger in een Oudgriekse polis, waardoor men lid werd van een clan. Uit deze stamverbanden ontwikkelden zich later, vooral in de geschiedenis van Athene, de regionale districten, die de grondslag voor de indeling van het leger zouden vormen.

## Attische fylen

### Attische fylen in de vroegste tijden
Attica was in de vroegste tijden in vier fylen opgedeeld. Deze fylen werden naar de zonen van Ion genoemd. Deze werden gedomineerd door de leiders van de verschillende genoi, van de verschillende adellijke families. Omdat zij die burger waren geworden door de wetgeving van Solon en de tirannen niet in deze vier fylen waren opgenomen, hervormde Kleisthenes de indeling van de Attische polis.
| Fyle         | zoon van Ion |
| ------------ | ------------ |
| Geleontes    | Geleon       |
| Hopletes     | Hoples       |
| Argade(i)s   | Argades      |
| Aigikore(i)s | Aigikores    |

### Kleisthenes' fylen
Kleisthenes verdeelde Attica in honderd demen, die weer in dertig trittyen werden herverdeeld van drie à vier demen. De trittyen werden in drie categorieën ingedeeld: τό ἄστυ, astu: stad, τα μεσόγεια, η μεσόγαια/μεσογαία, mesogeia: binnenland en παραλία, paralia: kust. Een fyle werd vervolgens gevormd door een trittys uit ieder van deze categorieën. Aldus kreeg men tien fylen.
Elk van deze fylen vaardigde vijftig leden naar de boulè af. Tijdens een van de tien prytanieën waarin de Attische kalender was verdeeld, werden deze vijftig leden, de bouletes, als prytanen aangesteld.
Daarnaast kende men ook fylen in het Oudgriekse leger, te vergelijken met compagnies, en zo de basis van het leger vormden.
De tien Attische fylen werden naar Heroën genoemd, die men daarom ook als eponiemen aanduidt.
| nummer | Heros                                     | naam                         |
| ------ | ----------------------------------------- | ---------------------------- |
| 1      | Erechtheus                                | Ἑρεχθηίς, Erechtheis         |
| 2      | Aigeus                                    | Αἰγείς, Aigeis               |
| 3      | Pandion                                   | Πανδιονίς, Pandionis         |
| 4      | Leos                                      | Λεοντίς, Leontis             |
| 5      | Akamas, zoon van Theseus                  | Ἀκαμαντίς, Akamantis         |
| 6      | Oineus, buitenechtelijke zoon van Pandion | Οἰνείς, Oineis               |
| 7      | Kekrops                                   | Κεκροπίς, Kekropis           |
| 8      | Hippothoön, zoon van Poseidon en Alope    | Ἱπποθοωντίς, Hippoth(e)ontis |
| 9      | Aiax, zoon van Telamon                    | Αἰαντίς, Aiantis             |
| 10     | Antioches, zoon van Herakles en Meda      | Ἀντιοχίς, Antiochis          |

## Fylen in andere Ionische poleis
In sommige andere Ionische poleis vinden we zowel fylen terug met de namen van de vier oudste Attische fylen: Geleontes, Hopletes, Argadeis en Aigikoreis als met namen van fylen uit niet-Ionische poleis.